# Deicide (Album)
Deicide ist das Debütalbum der US-amerikanischen Death-Metal-Band Deicide. Es wurde am 25. Juni 1990 bei Roadrunner Records veröffentlicht. 

## Entstehung
Glen Benton arbeitete nach eigener Aussage mehrere Jahre an dem Material und „brauchte nur die richtigen Leute, den richtigen Zeitpunkt und die richtigen Umstände, damit alles zusammenpaßte“. Aufgrund der Inhalte weigerten sich die für den Satz und die Gestaltung zuständigen Firmen; die Satzfirma „weigerte sich gar, die Lyrics druckfertig zu machen, da der Wortlaut von ‚Lunatic Of God’s Creation‘ und ‚Sacrificial Suicids‘ [sic!] doch etwas zu herb geraten sei. Von all’ dem Gehörten und Gelesenen dermaßen geschockt, weigerten sich ferner die Angestellten der Kassettenfertigungsfirma unter Streikandrohung das Projekt zu bearbeiten. In Schweden wurde die Veröffentlichung des neuen Vinyls ganz untersagt.“

## Titelliste
1. Lunatic of God’s Creation
2. Sacrificial Suicide
3. Oblivious to Evil
4. Dead by Dawn
5. Blaspherion
6. Deicide
7. Carnage in the Temple of the Damned
8. Mephistopheles
9. Day of Darkness
10. Crucifixation

## Musikstil und Texte
Das Album „geht […] ultrabrutal zur Sache und bietet die für diese Musikrichtung üblichen wummernden Bass Drums, tödliches Gegröle und sägende Gitarren, die mal sehr heavy und dann wieder hyper-ultra-schnell daherkommen. Trotz allen Gehackes schimmert jedoch immer eine klare Struktur in den Songs durch und läßt sich - in Ansätzen zumindest - die eine oder andere Melodie heraushören.“ Laut Benton hat „[n]iemand aus Florida“ Deicide „in irgendeiner Weise beeinflußt“, und er lege „auch nicht unbedingt Wert darauf, mir Bands aus dieser Gegend anzuhören, so etwas interessiert mich nicht. Deicide bemühen sich einfach nur, so sick und so heavy wie irgend möglich zu sein.“ Die Texte befassen sich mit laut John Duke vom Metal Hammer „abscheulichen Sachen“, wobei Benton betont, alles, was er schreibe, sei Realität und kein „Bullshit“.

## Kritiken
Wolfgang Schäfer vom Rock Hard zufolge konnte mit diesem Album „[d]er ewige Kampf um den Death Metal-Thron […] getrost in die nächste Runde gehen, die Chancen für DEICIDE stehen jedenfalls nicht schlecht. Zu größeren Kalibern wie Death, Morbid Angel oder Pestilence kann man zwar noch nicht ganz aufschließen, in der Nachbarschaft von Bands wie Obituary sind die vier Chorknaben dennoch allemal gut aufgehoben. Und wer weiß, irgendwann vielleicht mal... Ihr wißt ja, time will tell, but only Satan knows.“ Andrea Nieradzik vom Metal Hammer bezeichnete Deicide als „[f]ür dieses Metier […] sauber gelöste Aufgabe, auch wenn die Irrwitzigkeit von Bands wie Morbid Angel, Entombed und Death noch nicht erreicht werden konnte“. Ihr Kollege John Duke ist der Ansicht, Deicides „überraschendes Debut-Album“ sichere der Band „in der Liga des Todes einen Platz vor Obituary und kurz hinter Sepultura“.